# Bulbophyllum micropetaliforme
Bulbophyllum micropetaliforme là một loài phong lan thuộc chi Bulbophyllum.